# Le Confédéré

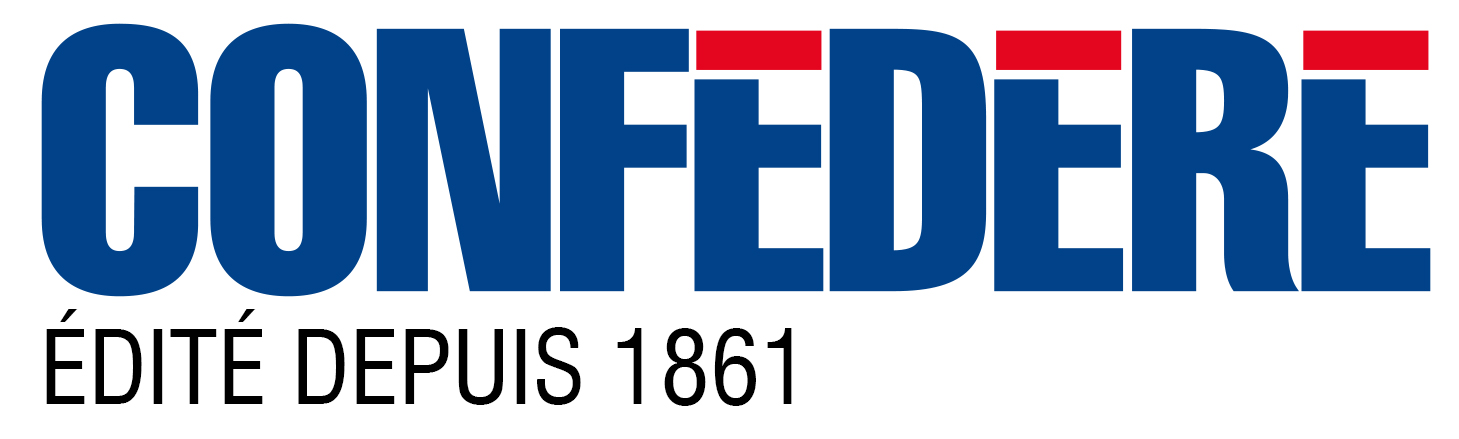

Le Confédéré wurde 1861 als das politische Organ der liberalen, radikal-demokratischen Partei (franz.: Les Libéraux-Radicaux, heute: FDP.Die Liberalen) des Kantons Wallis gegründet und ist die älteste immer noch bestehende Zeitschrift in dem Kanton.

## Geschichte
Das Blatt wurde 1861 als liberale Wochenzeitung in Sitten gegründet und wird seit 1894 in Martigny herausgegeben. Der Confédéré erschien später zeitweise zweimal, ab 1920 dreimal pro Woche. In den Jahren von 1968 bis 1971 kam er in Zusammenarbeit mit der Gazette de Lausanne täglich heraus, seitdem wieder zweimal wöchentlich. Er hat eine Auflage von 4'230 Exemplaren (Stand 2000) und wird mehrere Male pro Jahr als Grossauflage an alle Haushalte im Unterwallis verteilt.
Der Confédéré war als Kampfansage gegen die konservative Kantonsregierung konzipiert. Er ist seit Jahren (1971) nicht mehr das Sprachorgan der Radikalen Partei bzw. der FDP, vertritt aber weiterhin eine freisinnige Grundhaltung und hat den Charakter eines kritischen Meinungsblattes beibehalten.

## Chefredaktoren
Chefredaktoren waren unter anderem Victor Dénériaz (1861–1867), Alphonse Morand und Maurice-Antoine Cretton, Jean-Baptiste Calpini (1867–1880), Louis Ribordy (1880–1883), Joseph Beeger (1884–1893), Robert Morand (1893–1897), Roger Mério (1898–1912), Louis Courthion (1911–1922), Maurice Gabbud (1920–1932), Eugène Moser (1932–1939), André Marcel (1933–1944), Pierre Champion (1945–1946), Joseph Rémondeulaz (1940–1947), Gérald Rudaz (1947–1971), Pierre-Simon Fournier (1960–1961), Pierre Anchisi (-1969), Robert Clivaz (1969–1971), Pascal Couchepin (1972–1976), Adolphe Ribordy (1976–2008), Pierrot Métrailler (2009–2012) und Jean-Jacques Michelet (seit 2012).